# Deltagare i Tour de France 2008
Tour de France 2008 - Deltagare. Dessa cyklister deltog i Tour de France 2008.
Vinnaren från Tour de France 2007, Alberto Contador, och trean Levi Leipheimer bytte vid årsskiftet stall från det numera nedlagda stallet Discovery Channel Pro Cycling Team till Astana Team. Astana Team som har haft problem med dopningsanklagelser och positiva dopningstest under 2006 och 2007 blev inte inbjudna till Tour de France 2008 och de två prisplatsplacerade cyklisterna fick därmed ingen plats i tävlingen.
Spurtaren Tom Boonen fick inte heller ställa upp i Tour de France 2008 med anledning av ett positivt test för kokain i slutet av maj 2008. 

## Silence-Lotto
| Nr            | Cyklist           | Slutställning |
| Silence-Lotto |                   |               |
| 1             | Cadel Evans       | 2             |
| 2             | Mario Aerts       | 31            |
| 3             | Christophe Brandt | DNF etapp 19  |
| 4             | Dario David Cioni | 83            |
| 5             | Leif Hoste        | 123           |
| 6             | Robbie McEwen     | 122           |
| 7             | Jaroslav Popovitj | 24            |
| 8             | Johan Vansummeren | 87            |
| 9             | Wim Vansevenant   | 145           |

## Team CSC-Saxo Bank
| Nr                 | Cyklist           | Slutställning |
| Team CSC-Saxo Bank |                   |               |
| 11                 | Carlos Sastre     | 1             |
| 12                 | Kurt-Asle Arvesen | 57            |
| 13                 | Fabian Cancellara | 65            |
| 14                 | Volodymyr Gustov  | 46            |
| 15                 | Stuart O'Grady    | 109           |
| 16                 | Andy Schleck      | 12            |
| 17                 | Fränk Schleck     | 6             |
| 18                 | Nicki Sørensen    | 118           |
| 19                 | Jens Voigt        | 37            |

## Euskaltel-Euskadi
| Nr                | Cyklist         | Slutställning |
| Euskaltel-Euskadi |                 |               |
| 21                | Haimar Zubeldia | 45            |
| 22                | Mikel Astarloza | 16            |
| 23                | Iker Flores     | 104           |
| 24                | Egoi Martínez   | 50            |
| 25                | Juan José Oroz  | 103           |
| 26                | Ruben Perez     | 93            |
| 27                | Samuel Sánchez  | 7             |
| 28                | Amets Txurruka  | 52            |
| 29                | Gorka Verdugo   | 73            |

## Caisse d'Epargne
| Nr               | Cyklist                    | Slutställning |
| Caisse d'Epargne |                            |               |
| 31               | Alejandro Valverde         | 9             |
| 32               | David Arroyo               | 30            |
| 33               | Arnaud Coyot               | 115           |
| 34               | José Vicente Garcia Acosta | 141           |
| 35               | José Ivan Gutierrez        | 56            |
| 36               | David López García         | 51            |
| 37               | Oscar Pereiro Sio          | DNF etapp 15  |
| 38               | Nicolas Portal             | 66            |
| 39               | Luis León Sánchez          | 62            |

## Team Columbia
| Nr            | Cyklist             | Slutställning |
| Team Columbia |                     |               |
| 41            | Kim Kirchen         | 8             |
| 42            | Marcus Burghardt    | 120           |
| 43            | Mark Cavendish      | DNS etapp 15  |
| 44            | Gerald Ciolek       | 106           |
| 45            | Bernhard Eisel      | 144           |
| 46            | Adam Hansen         | 108           |
| 47            | George Hincapie     | 35            |
| 48            | Thomas Lövkvist     | 41            |
| 49            | Kanstantsin Siŭtsoŭ | 17            |

## Barloworld
| Nr         | Cyklist               | Slutställning |
| Barloworld |                       |               |
| 51         | Mauricio Soler        | DNF etapp 5   |
| 52         | John-Lee Augustyn     | 52            |
| 53         | Félix Rafael Cardenas | DNF etapp 11  |
| 54         | Giampaolo Cheula      | 88            |
| 55         | Baden Cooke           | DNF etapp 12  |
| 56         | Moises Duenas         | DNS etapp 11  |
| 57         | Chris Froome          | 84            |
| 58         | Robert Hunter         | 107           |
| 59         | Paolo Longo Borghini  | DNF etapp 11  |

## Team Liquigas
| Nr       | Cyklist              | Slutställning |
| Liquigas |                      |               |
| 61       | Filippo Pozzato      | 68            |
| 62       | Manuel Beltran       | DNS etapp 8   |
| 63       | Francesco Chicchi    | HD etapp 16   |
| 64       | Murilo Fischer       | 76            |
| 65       | Roman Kreuziger      | 13            |
| 66       | Aljaksandr Kutjynski | 128           |
| 67       | Vincenzo Nibali      | 20            |
| 68       | Manuel Quinziato     | 131           |
| 69       | Frederik Willems     | 113           |

## Lampre-Fondital
| Nr              | Cyklist           | Slutställning |
| Lampre-Fondital |                   |               |
| 71              | Damiano Cunego    | DNS etapp 19  |
| 72              | Alessandro Ballan | 94            |
| 73              | Matteo Bono       | 116           |
| 74              | Marzio Bruseghin  | 27            |
| 75              | Marco Marzano     | 91            |
| 76              | Massimiliano Mori | 140           |
| 77              | Daniele Righi     | 127           |
| 78              | Sylvester Szmyd   | 26            |
| 79              | Paolo Tiralongo   | 49            |

## Crédit Agricole
| Nr              | Cyklist             | Slutställning |
| Crédit Agricole |                     |               |
| 81              | Thor Hushovd        | 99            |
| 82              | William Bonnet      | 102           |
| 83              | Alexandr Botjarov   | 18            |
| 84              | Jimmy Engoulvent    | 137           |
| 85              | Dmitriy Fofonov     | 19            |
| 86              | Simon Gerrans       | 79            |
| 87              | Christophe Le Mevel | 40            |
| 88              | Rémi Pauriol        | 81            |
| 89              | Mark Renshaw        | DNF etapp 15  |

## Quick Step-Innergetic
| Nr                     | Cyklist             | Slutställning |
| Quickstep - Innergetic |                     |               |
| 91                     | Stijn Devolder      | DNF etapp 15  |
| 92                     | Carlos Barredo      | 89            |
| 93                     | Matteo Carrara      | 36            |
| 94                     | Steven De Jongh     | 125           |
| 95                     | Mauro Facci         | DNF etapp 7   |
| 96                     | Sébastien Rosseler  | 98            |
| 97                     | Gert Steegmans      | 111           |
| 98                     | Matteo Tosatto      | 97            |
| 99                     | Jurgen Van De Walle | 78            |

## Ag2r-La Mondiale
| Nr               | Cyklist           | Slutställning |
| Ag2r-La Mondiale |                   |               |
| 101              | Cyril Dessel      | 28            |
| 102              | José Luis Arrieta | 72            |
| 103              | Hubert Dupont     | 55            |
| 104              | Vladimir Efimkin  | 11            |
| 105              | Martin Elmiger    | 71            |
| 106              | John Gadret       | DNF etapp 7   |
| 107              | Stéphane Goubert  | 21            |
| 108              | Christophe Riblon | 138           |
| 109              | Tadej Valjavec    | 10            |

## Gerolsteiner
| Nr           | Cyklist           | Slutställning |
| Gerolsteiner |                   |               |
| 111          | Stefan Schumacher | 25            |
| 112          | Robert Förster    | 117           |
| 113          | Markus Fothen     | 33            |
| 114          | Heinrich Haussler | 126           |
| 115          | Bernhard Kohl     | 3             |
| 116          | Sven Krauss       | 143           |
| 117          | Sebastian Lang    | 75            |
| 118          | Ronny Scholz      | 92            |
| 119          | Fabian Wegmann    | HD etapp 19   |

## Agritubel
| Nr        | Cyklist           | Slutställning |
| Agritubel |                   |               |
| 121       | Christophe Moreau | DNF etapp 7   |
| 122       | Freddy Bichot     | 125           |
| 123       | Jimmy Casper      | HD etapp 17   |
| 124       | Romain Feillu     | HD etapp 19   |
| 125       | Eduardo Gonzalo   | 39            |
| 126       | Nicolas Jalabert  | DNF etapp 14  |
| 127       | David Le Lay      | 80            |
| 128       | Geoffroy Lequatre | 86            |
| 129       | Nicolas Vogondy   | 64            |

## Rabobank
| Nr       | Cyklist             | Slutställning |
| Rabobank |                     |               |
| 131      | Denis Mensjov       | 4             |
| 132      | Juan Antonio Flecha | HD etapp 19   |
| 133      | Oscar Freire        | 70            |
| 134      | Sebastian Langeveld | 129           |
| 135      | Koos Moerenhout     | 34            |
| 136      | Joost Posthuma      | 69            |
| 137      | Bram Tankink        | 60            |
| 138      | Laurens ten Dam     | 22            |
| 139      | Pieter Weening      | 63            |

## Bouygues Télécom
| Nr               | Cyklist          | Slutställning |
| Bouygues Télécom |                  |               |
| 141              | Pierrick Fédrigo | 32            |
| 142              | Stef Clement     | 90            |
| 143              | Xavier Florencio | 101           |
| 144              | Laurent Lefèvre  | 85            |
| 145              | Jérôme Pineau    | 38            |
| 146              | Matthieu Sprick  | 142           |
| 147              | Yuri Trofimov    | DNF etapp 10  |
| 148              | Johann Tschopp   | 54            |
| 149              | Thomas Voeckler  | 96            |

## Team Milram
| Nr          | Cyklist         | Slutställning |
| Team Milram |                 |               |
| 151         | Erik Zabel      | 43            |
| 152         | Ralf Grabsch    | 123           |
| 153         | Christian Knees | 29            |
| 154         | Brett Lancaster | 130           |
| 155         | Martin Müller   | 105           |
| 156         | Björn Schröder  | 100           |
| 157         | Niki Terpstra   | 136           |
| 158         | Peter Velits    | 58            |
| 159         | Marco Velo      | 44            |

## Française des Jeux
| Nr                 | Cyklist            | Slutställning |
| Française des Jeux |                    |               |
| 161                | Sandy Casar        | 14            |
| 162                | Sébastien Chavanel | DNF etapp 16  |
| 163                | Rémy Di Gregorio   | 59            |
| 164                | Arnaud Gerard      | 132           |
| 165                | Philippe Gilbert   | 112           |
| 166                | Lilian Jégou       | DNF etapp 7   |
| 167                | Yoann Le Boulanger | 74            |
| 168                | Jérémy Roy         | 121           |
| 169                | Benoît Vaugrenard  | 82            |

## Saunier Duval-Scott
| Nr                  | Cyklist                | Slutställning |
| Saunier Duval-Scott |                        |               |
| 171                 | Riccardo Riccò         | DNS etapp 12  |
| 172                 | Rubens Bertogliati     | DNS etapp 12  |
| 173                 | Juan José Cobo         | DNS etapp 12  |
| 174                 | David De La Fuente     | DNS etapp 12  |
| 175                 | Jesus Del Nero         | DNS etapp 12  |
| 176                 | José Angel Gomez Gomez | DNF etapp 3   |
| 177                 | Josep Jufré            | DNS etapp 12  |
| 178                 | Aurélien Passeron      | DNS etapp 6   |
| 179                 | Leonardo Piepoli       | DNS etapp 12  |

## Cofidis
| Nr      | Cyklist               | Slutställning |
| Cofidis |                       |               |
| 181     | Sylvain Chavanel      | 139           |
| 182     | Stéphane Augé         | 61            |
| 183     | Florent Brard         | 119           |
| 184     | Hervé Duclos-Lassalle | DNF etapp 1   |
| 185     | Samuel Dumoulin       | 114           |
| 186     | Leonardo Duque        | 53            |
| 187     | Amaël Moinard         | 42            |
| 188     | David Moncoutié       | 15            |
| 189     | Maxime Monfort        | 23            |

## Garmin-Chipotle presented by H3O
| Nr                               | Cyklist              | Slutställning |
| Garmin-Chipotle presented by H3O |                      |               |
| 191                              | Christian Vandevelde | 5             |
| 192                              | Magnus Bäckstedt     | HD etapp 7    |
| 193                              | Julian Dean          | 110           |
| 194                              | William Frischkorn   | 133           |
| 195                              | Ryder Hesjedal       | 47            |
| 196                              | Trent Lowe           | 77            |
| 197                              | Martijn Maaskant     | 134           |
| 198                              | David Millar         | 67            |
| 199                              | Danny Pate           | 95            |